# 希普霍斯特
希普霍斯特（德語：Schiphorst）是德国石勒苏益格－荷尔斯泰因州的一个市镇。总面积8.15平方公里，总人口596人，其中男性294人，女性302人（2011年12月31日），人口密度73人/平方公里。